# Adolf Hölzel

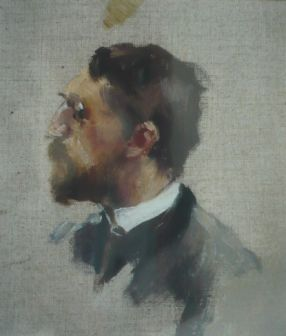
Autorretrarto anterior a 1887

Adolf Richard Hölzel (13 de mayo de 1853 en Olomouc – 17 de octubre de 1934 en Stuttgart) fue un pintor austríaco-alemán, protagonista de la aparición de la abstracción y de la modernidad. La ciudad en la que nació se encuentra en Moravia, zona que entonces pertenecía a Austria y hoy en día a la República Checa.

## Vida
Adolf Hölzel era hijo del editor Eduard Hölzel. Nació el mismo año que Vincent van Gogh y Ferdinand Hodler y se formó como tipópografo, licenciándose al respecto en el año de 1868, tras una formación de tres años, en la institución cartógrafica y geográfica de Friedrich Andreas Perthes. Entretanto recibió clases privadas de dibujo.
En el año de 1871 toda su familia se mudó a Viena, comenzando él estudios de pintura en la Academia de Bellas Artes de Viena, que prosiguió en la Academia de Bellas Artes de Múnich. 
Terminados sus estudios contrajo matrimonio con Karoline Emilie von Karlowa (1858-1930). La pareja tuvo un hijo en 1886 y vivieron entre Rotemburgo y Múnich. En esta ciudad conoció al pintor impresionista Fritz von Uhde y fundó la escuela de pintura «Nuevo Dachau», junto con Ludwig Dill y Arthur Langhammer, lo que le hizo uno de los representantes de la colonia artística. Vivió en Dachau entre 1888 y 1905.

## Trabajo pictórico
Su novedosa metodología didáctica le hizo muy popular entre los artistas de Alemania y del extranjero. La llamada “Escuela de Hölzel” no consistía en ninguna institución real, y él simplemente comenzó a impartir determinadas sesiones de pintura, teoría del color (fundamentado en los estudios de Goethe), composición, y otras, en el estudio de su amigo Langhammer.

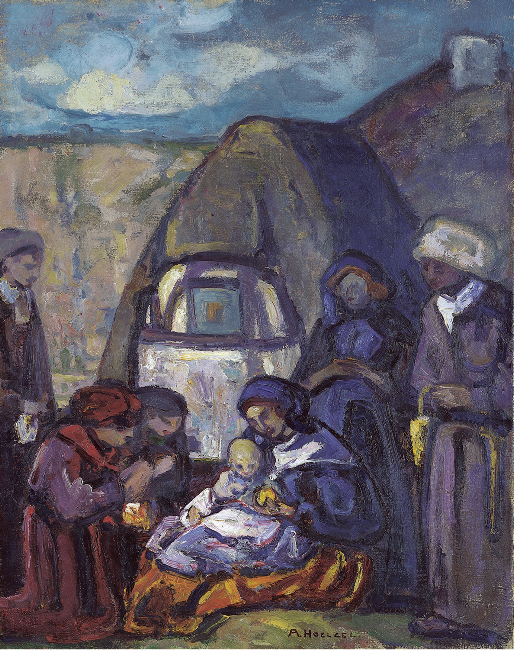
Adolf Hölzel: Devoción, 1912

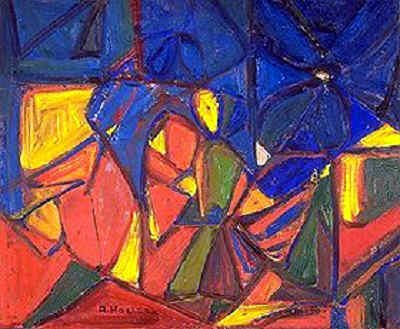
Adolf Hölzel: Abstracción II, 1915/16. Galería estatal de Stuttgart

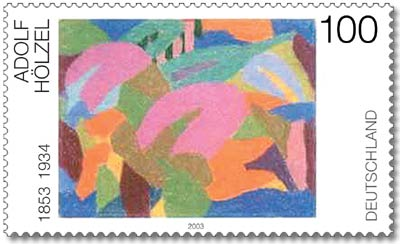
Adolf Hölzel: Composición, sello alemán del año 2003

Hölzel es considerado al mismo tiempo uno de los fundadores tanto de la Secesión de Múnich como de la Secesión de Viena
Su ensayo programático “Forma y distribución espacial”, publicado en Ver Sacrum, la revista de la Secesión de Viena, tuvo una enorme repercusión. Posteriormente entabló amistad con Carl Moll y se acercó al entorno estilístico de Gustav Klimt.
Desde su etapa en Dachau ya había comenzado a acercarse a la abstracción, en contraste con su posterior pintura de colores saturados. Realmente nunca abandonó definitivamente Dacha, ya que regresaba allí los veranos a impartir clases particulares de pintura.
En 1905, cuatro años antes de que Wassily Kandinsky lo hiciera, dibujó su obra abstracta Composición en rojo, en intensos colores. 
Una parte importante de las teorías artísticas de Adolf Hölzel, en forma de notas manuscritas, se encuentran en la Galería estatal de Stuttgart. El Museo de arte de Stuttgart contiene la mayor colección de obras suyas y en el año 2005, en esta misma ciudad, se creó la Fundación Adolf Hölzel.

## Alumnos destacados
Entre los artistas que recibieron clases de Hölzel podemos están los siguientes:
| - Max Ackermann - Henry Albrecht - Hanna Bekker vom Rath - Willi Baumeister - Hans Brühlmann - Felix Bürgers - Reinhard Caspar - Gertraude Elisa Caspar - Adolf Conadam - Martha Cunz | - Agathe Doposcheg von Schwabenau - Josef Eberz - Carl Felber - Adolf Richard Fleischmann - Camille Graeser - Clara Harnack - Felix Albrecht Harta - Lily Hildebrandt - Karl Hils - Johannes Itten | - Ida Kerkovius - Maria Langer-Schöller - Rudolf Levy - Valerie May-Hülsmann - Otto Meyer-Amden - Louis Moilliet - Franz Mutzenbecher - Richard Neuz - Emil Nolde - Olga Oppenheimer - Alfred Heinrich Pellegrini | - Carl Olaf Petersen - Leo Putz - Ernst Rebmann - Ida Roessler - Oskar Schlemmer - Hermann Stenner - Amanda Tröndle-Engel - Emmy Walther - Paula Wimmer - Emmy Wollner - Alfred Wickenburg |  |

## Trabajos (selección)
- "Tarde de primavera en Dachau" (óleo, alrededor 1890)
- "La carta de amor" (óleo, alrededor de 1890)
- "Pareja de jóvenes campesinos de Dacha durante la hora de la comida" (óleo, alrededor de 1890)
- "Composición en rojo" (óleo, 1905)